# 約尼什基斯白色猶太會堂

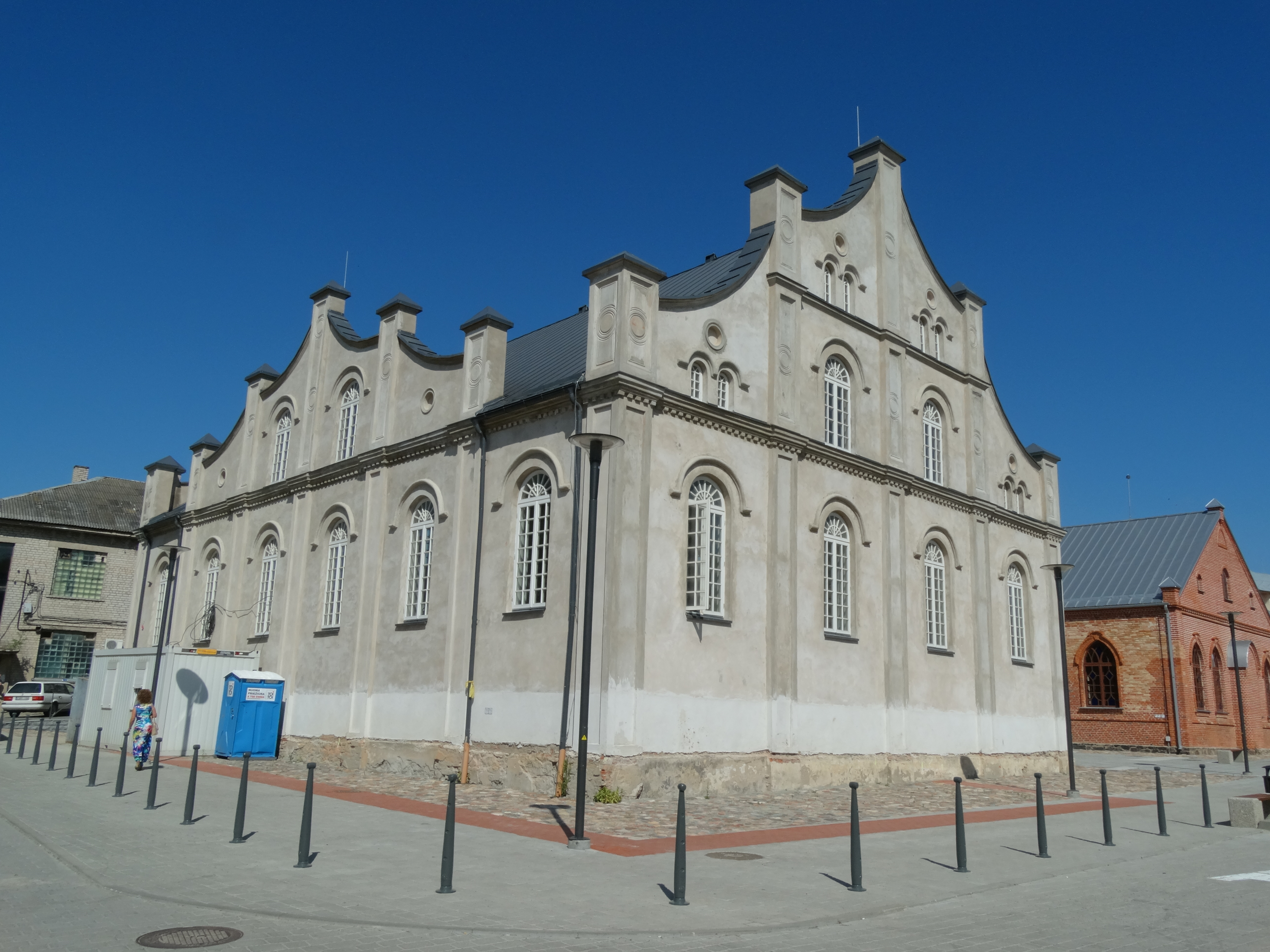

約尼什基斯白色猶太會堂是立陶宛城市約尼什基斯的一座前猶太會堂建築，和約尼什基斯紅色猶太會堂相鄰。這座猶太會堂竣工於1823年。二戰之後，這座建築改作為倉庫使用，後再改為健身房。